# Estaleiro Atlântico Sul
Estaleiro Atlântico Sul ist ein brasilianisches Schiffbauunternehmen. Estaleiro Atlântico wurde 2005 von den brasilianischen Baukonzernen Grupo Camargo Corrêa und Grupo Queiroz Galvão auf Grund der wachsenden Nachfrage im Schiffsbaumarkt in Brasilien gegründet. Samsung in Korea lieferte die Schiffsbautechnologie.
Die Werftanlage befindet sich im Tiefwasserhafen von Porto de Suape im Bundesstaat Pernambuco und liegt zwischen den Gemeinden von Ipojuca und Cabo de Santo Agostinho an der Mündung des Flusses Rio Ipojuca rund 40 km von der Großstadt Recife entfernt. Das Trockendock, mit zwei 1500 Tonnen schweren Flügeltoren hat eine Länge 400 Metern, ist 73 Meter Breit und hatte eine Wassertiefe von 12 Meter.

## Geschichte
Das  Werftenkonsortium erhielt von Petronas 2010 den ersten großen Auftrag über einer Serie von 49 Schiffen der Suezmaxtanker-Klasse. Hatte jedoch von Beginn an Probleme Arbeitskräfte zu finden. So fehlte es zum Beispiel an Schweissern. Die Werftbetreiber schulten zwar Zuckerrohrarbeiter und Hausfrauen um, doch das Ergebnis war so mangelhaft, dass der erste von Petronas bestellte Öltanker „João Cândido“ bereits beim Stapellauf 2011 Undichtigkeiten an den Schweißnähten zeigte. Die Zertifizierung der João Cândido erfolgte daraufhin erst im April 2012. Samsung hat sich nach dieser Panne aus dem Joint-Venture zurückgezogen. Der neue Partner ist nun eine Tochtergesellschaft des japanischen Mitsui Konzern.
Nach dem Ende der Anlaufschwierigkeiten hielt Petronas an ihrem Auftrag fest. Heute beschäftigt das Unternehmen nach eigenen Angaben rund 2800 Mitarbeiter und ist ein wichtiger Arbeitgeber für die Bewohner der einkommensschwachen fünf Gemeinden rund um den Werftbetrieb.
Im Mai 2013 konnte das Unternehmen auch einen weiteren Suezmaxtanker „Zumbi dos Palmares“ mit einer Länge von 274,2 Metern an den Auftraggeber Petrobras Transporte S.A. ohne Probleme übergeben.
Estaleiro Atlântico war auch am Bau der P-55 Bohrplattform beteiligt, Petrobras größte Halbtaucherplattform die bis zu 180.000 Barrel Öl und sechs Millionen Kubikmeter Erdgas pro Tag fördern kann. Sie nahm Anfang 2014 auf dem Ölfeld Roncador im Campos Basin vor der Küste Brasiliens die Arbeit auf.